# Jony
JONY (справж. ім'я — Джахід Афраїл огли Гусейнлі (азерб. Cahid Əfrail oğlu Hüseynli; нар. 29 лютого 1996, Баку, Азербайджан) — російський співак і автор пісень азербайджанського походження. Переможець другого сезону шоу «Маска» (2021) на каналі НТВ, де виступав у костюмі Крокодила.
Також, російський артист неодноразово гастролював територією України,проте від 24 лютого замовчує початок повномасштабної війни росії проти України.
31.08.2022 р. артист у відеозверненні до терориста Кадирова висловив йому вдячність за все, подякував Кадирову за підтримку та виявив бажання чимшвидше приїхати з концертом в Республіку Чечня та познаймитись з терористом особисто.
- 31.08.2022 — відеозвернення було опубліковано у телеграм каналі терориста Кадирова.

## Біографія

### Ранній період
Джахід народився 29 лютого 1996 року в Баку. За національністю-азербайджанець. У 4-річному віці переїхав з сім'єю до Москви. У 6-річному віці пішов до 1925-ї гімназії в Новокосіно. У першому класі Джоні співав у шкільному хорі, де вразив своїм вокалом учителів. А будучи вже в дев'ятому класі зрозумів, що хоче насправді пов'язати своє життя з музикою. Батьки не були проти цього, просто батько дуже хотів, щоб син пішов по його стопах — працював у бізнесі. Тому він вступив до Державний університет управління на факультет міжнародного бізнесу. Правда, за словами самого артиста, навчався там без особливого ентузіазму. Після закінчення магістратури майбутній артист зрозумів, що точно буде професійно займатися музикою і попросив батька дати йому шанс спробувати себе в цьому.
«Мені було 22 роки, коли я попросив свого батька дати мені шанс спробувати себе в справі, яка мені подобається. Працювати у свого батька, директора компанії — найлегший спосіб, але він мене не влаштовував і не задовольняв моїх амбіцій. Я тільки додав при цьому, що, якщо у мене щось не вийде, я повернуся, і зізнаюся, що я дурень. Але в глибині душі я знав, що не зможу прийти до батька з опущеною головою і визнати свою поразку, — який я після цього чоловік?»

### Початок музичної кар'єри
Під час навчання Джахід не забував про музику і записував різні кавер-версії популярних пісень до свого Instagram. Завдяки чому, його помітив Ельман Зейналов (El'man) і запропонував працювати в одній команді — в RAAVA Music, на що музикант погодився. Пізніше почав працювати над власними піснями і випустив п'ять композицій — «Пустой стакан», «Френдзона», «Звезда», «Аллея» та «Без тебя я не я» спільно з HammAli & Navai. Понад 90 мільйонів переглядів на Youtube приніс артисту кліп на трек «Аллея», після якого музикант став відомим не тільки на просторах мережі. А вже у вересні 2019 року Джоні випускає пісню «Комета», яка стартувала з першого рядка в Apple Music. У 2020 році, набрав популярності альбом «Небесные розы». В ньому стали популярними композиції: «Ты беспощадна», «Мир сошёл с ума», «Ты пари», «За окном дожди».
У 2021 році покинув RAAVA Music і вирішив зайнятися сольною кар'єрою[9]. У цьому ж році взяв участь у другому сезоні шоу «Маска» на каналі НТВ в образі Крокодила і здобув у ньому перемогу.
2 грудня 2022р. вийшов альбом «Не шукайте в мені жанри» куди увійшло 15 композицій. Також до альбому увійшли хіти "титри», "ніяк".

### Псевдонім артиста
Вибір псевдоніма Джоні визначився ще з самого дитинства. Майбутній музикант дуже любив дивитися мультфільм «Джоні Браво», за що мама жартома називала його Джоні. Пізніше, вже навчаючися в школі, коли однокласники не могли запам'ятати його імені, він почав представлятися як Джоні.
"Я звик до імені «Джоні», мене так навіть мама називає з трьох років. Мене називають по імені тільки бабуся з дідусем в Азербайджані. А батьки і друзі — майже ніколи. Найчастіше «Джоні», «Джо».

## Дискографія

### Студійні альбоми
| Назва               | Інформація                                                                              |
| ------------------- | --------------------------------------------------------------------------------------- |
| Список твоих мыслей | - Реліз: 21 червня 2019 - Лейбл: RAAVA Music, Zhara Music - Формат: цифрова дистрибуція |
| Небесные розы       | - Реліз: 21 серпня 2020 - Лейбл: RAAVA Music, Zhara Music - Формат: цифрова дистрибуція |

### Сингли
| Назва                                       | Дата виходу       |
| ------------------------------------------- | ----------------- |
| Пустой стакан                               | 20 листопада 2018 |
| Френдзона                                   | 12 Грудня 2018    |
| Звезда                                      | 29 Січня 2019     |
| Кроссы (спільно з El'man'ом)                | 11 березня 2019   |
| Аллея                                       | 20 березня 2019   |
| Без тебя я не я (спільно з HammAli & Navai) | 19 Квітня 2019    |
| Комета                                      | 18 вересня 2019   |
| Комета (Remix)                              | 18 жовтня 2019    |
| Мадам (спільно з Andro)                     | 28 лютого 2020    |
| Камин (спільно з Emin'ом)                   | 27 березня 2020   |
| Ты беспощадна                               | 15 травня 2020    |
| Пустота                                     | 27 листопада 2020 |
| Падаю — поймай                              | 19 лютого 2021    |
| Лилии (спільно з Мотом)                     | 12 березня 2021   |
| Камнепад                                    | 3 травня 2021     |

### Участь в альбомах інших виконавців
| Назва та альбом                                   | Дата виходу    |
| ------------------------------------------------- | -------------- |
| Неужели ты моя — «10 лет спустя» (feat. Bahh Tee) | 10 квітня 2020 |
| Lollipop — «Калейдоскоп» (feat. Gafur)            | 10 червня 2020 |
| Балкон — «Муза» (feat. El'man)                    | 15 січня 2021  |

### Відеокліпи
| Дата виходу     | Назва              | Режисер                         | Альбом/EP          |
| --------------- | ------------------ | ------------------------------- | ------------------ |
| 20 березня 2019 | Аллея              | немає даних                     | Список твоїх думок |
| 21 червня 2019  | Ты меня пленила    | немає даних                     | Список твоїх думок |
| 25 лютого 2020  | Комета             | Жандос Тунгишбаєв, Марія Рощина | Сингл              |
| 13 квітня 2020  | Камин (feat. Emin) | Олександр Романов               | Сингл              |
| 12 лютого 2021  | Пустота            | Саша Банч                       | Сингл              |
| 13 травня 2021  | Лиллии (feat. Мот) | Олексій Жуков                   | Сингл              |

## Позиції в чартах

### Альбом
| Року | Назва               | Чарт                       | Чарт                     |
| ---- | ------------------- | -------------------------- | ------------------------ |
| Року | Назва               | Apple Music Топ-10 Альбоми | Вконтакте Топ-10 Альбоми |
| 2019 | Список твоих мыслей | 1                          | 2                        |
| 2020 | Небесные розы       | 1                          |                          |

### Треки
| Року | Робота                                  | Чарт                   | Чарт                          | Чарт                                  | Чарт                        | Чарт                          | Альбом              |
| ---- | --------------------------------------- | ---------------------- | ----------------------------- | ------------------------------------- | --------------------------- | ----------------------------- | ------------------- |
| Року | Робота                                  | iTunes Топ — 100 Росія | Apple Music Щотижневий ТОП-10 | Top Radio & YouTube Hits Росія Топ-50 | Top Radio Hits Росія Топ-50 | Top YouTube Hits Росія Топ-50 | Альбом              |
| 2019 | Аллея                                   | 11                     | 7                             | 3                                     | 2                           | 8                             | Список твоих мыслей |
| 2019 | Без тебе Я не я (feat. HammAli & Navai) | 3                      | 8                             | —                                     | —                           | —                             | Список твоих мыслей |
| 2019 | Love Your Voice                         | 13                     | —                             | —                                     | —                           | 35                            | Список твоих мыслей |
| 2019 | Лалі                                    | 4                      | 3                             | —                                     | —                           | 12                            | Список твоих мыслей |
| 2019 | Комета                                  | 1                      | 1                             | 18                                    | 19                          | 18                            | Сингл               |
| 2020 | Мадам (feat. Andro)                     | 1                      | 2                             | —                                     | —                           | 34                            | Сингл               |
| 2020 | Камин (feat. Emin)                      | 1                      | —                             | 37                                    | —                           | 16                            | Сингл               |
| 2020 | Ты беспощадна                           | 1                      | 1                             | 23                                    | 32                          | 20                            | Небесные розы       |

## Премії та номінації
| Року | Премія                          | Категорія                                         | Результат |
| ---- | ------------------------------- | ------------------------------------------------- | --------- |
| 2020 | Nickelodeon Kids’ Choice Awards | Улюблений музичний виконавець російських глядачів | Номінація |
| 2020 | Жара Music Awards 2020          | Прорив року                                       | Перемога  |
| 2020 | Жара Music Awards 2020          | Шоу року                                          | Номінація |
| 2020 | OK! Awards                      | Нові обличчя. Музика                              | Перемога  |
| 2021 | Нове Радіо Awards               | Найкращий артист                                  | Перемога  |
| 2021 | Жара Music Awards 2021          | Співак року                                       | Перемога  |

## Примітка
1. ↑  Discogs — 2000.
2. 1 2  Скриптонит, The Weeknd и мировой рекорд Dance Monkey: Apple Music и Shazam подвели музыкальные итоги года в России // Правила жизни — 2020.
3. ↑  Биография певца Джони (Jony). Рамблер/новости (рос.). Архів оригіналу за 5 червня 2021. Процитовано 13 вересня 2020.
4. ↑  Азербайджанцы из России выступили против агрессии Армении. Trend.az (рос.). Архів оригіналу за 5 червня 2021. Процитовано 17 липня 2020.
5. ↑  Jony — Digital-журнал The Mood (рос.). Архів оригіналу за 16 квітня 2021. Процитовано 21 березня 2020.
6. ↑  JONY - О девушках, концертах и деньгах. Большое интервью. Архів оригіналу за 5 червня 2021. Процитовано 5 червня 2021.
7. ↑  JONY - Аллея. Архів оригіналу за 12 липня 2021. Процитовано 5 червня 2021.
8. ↑  Слушаем свежий сингл JONY – «Комета» • ТНТ MUSIC — Здесь твоя музыка (рос.). tntmusic.ru. Архів оригіналу за 1 березня 2021. Процитовано 21 березня 2020.
9. ↑  Музыкальные чарты за 39 неделю: лидируют Jony, Zivert, Post Malone, Noize MC и другие. www.intermedia.ru. 3 жовтня 2019. Архів оригіналу за 5 червня 2021. Процитовано 21 березня 2020.
10. ↑  JONY: «Я рыдал, когда писал песню «Аллея» • ТНТ MUSIC — Здесь твоя музыка (рос.). tntmusic.ru. Архів оригіналу за 5 червня 2021. Процитовано 21 березня 2020.
11. ↑  вМесте - JONY. Архів оригіналу за 5 червня 2021. Процитовано 5 червня 2021.
12. ↑  Алексей Мажаев (20 січня 2020). Рецензия: Jony - «Список твоих мыслей». InterMedia. Архів оригіналу за 29 квітня 2021. Процитовано 5 червня 2021.
13. ↑  Данила Головкин (28 серпня 2020). Рецензия: JONY - «Небесные розы». InterMedia. Архів оригіналу за 5 червня 2021. Процитовано 5 червня 2021.
14. ↑  Музыкальные чарты за 33 неделю – лидируют: HammAli & Navai, JONY, Miko Artik & Asti, Элджей и другие. www.intermedia.ru. 22 серпня 2019. Архів оригіналу за 5 червня 2021. Процитовано 5 листопада 2020.
15. ↑  Тима Белорусских стал артистом года для пользователей «ВКонтакте». www.intermedia.ru. 11 грудня 2019. Архів оригіналу за 5 червня 2021. Процитовано 5 листопада 2020.
16. ↑  Музыкальные чарты за 35 неделю (24-30 августа): лидируют Баста & Zivert, Jony, Канги, Егор Крид, Dabro и другие. www.intermedia.ru. 3 вересня 2020. Архів оригіналу за 5 червня 2021. Процитовано 5 листопада 2020.
17. ↑  Live iTunes Russia Popularity Bars. kworb.net. Архів оригіналу за 5 червня 2021. Процитовано 25 березня 2020.
18. ↑  Музыкальные чарты за неделю: лидируют Billie Eilish, Artik & Asti, Артур Пирожков и другие. www.intermedia.ru. 25 квітня 2019. Архів оригіналу за 3 листопада 2020. Процитовано 25 березня 2020.
19. ↑  Radio & YouTube – Top Week Hits - Музыкальные Чарты TopHit.ru. TopHit.ru. Архів оригіналу за 5 червня 2021. Процитовано 3 серпня 2020.
20. ↑  City & Country Radio – Top Week Hits - Музыкальные Чарты TopHit.ru. TopHit.ru. Архів оригіналу за 5 червня 2021. Процитовано 3 серпня 2020.
21. ↑  YouTube – Top Week Hits - Музыкальные Чарты TopHit.ru. TopHit.ru. Архів оригіналу за 5 червня 2021. Процитовано 3 серпня 2020.
22. ↑  Live iTunes Russia Popularity Bars. kworb.net. Архів оригіналу за 5 червня 2021. Процитовано 25 березня 2020.
23. ↑  Музыкальные чарты за неделю: лидируют Billie Eilish, Artik & Asti, Артур Пирожков, Rammstein и другие. www.intermedia.ru. 9 травня 2019. Архів оригіналу за 7 січня 2022. Процитовано 25 березня 2020.
24. ↑  Live iTunes Russia Popularity Bars. kworb.net. Архів оригіналу за 5 червня 2021. Процитовано 25 березня 2020.
25. ↑  YouTube – Top Week Hits - Музыкальные Чарты TopHit.ru. TopHit.ru. Архів оригіналу за 5 червня 2021. Процитовано 3 серпня 2020.
26. ↑  Музыкальные чарты за 28-ю неделю - лидируют Artik & Asti, Егор Крид, Билли Айлиш и другие. www.intermedia.ru. 18 липня 2019. Архів оригіналу за 7 січня 2022. Процитовано 25 березня 2020.
27. ↑  Live iTunes Russia Popularity Bars. kworb.net. Архів оригіналу за 5 червня 2021. Процитовано 25 березня 2020.
28. ↑  Музыкальные чарты за 40 неделю: лидируют Jony, Zivert, Фейс и другие. www.intermedia.ru. 10 жовтня 2019. Архів оригіналу за 24 червня 2021. Процитовано 25 березня 2020.
29. ↑  Radio & YouTube – Top Week Hits - Музыкальные Чарты TopHit.ru. TopHit.ru. Архів оригіналу за 5 червня 2021. Процитовано 3 серпня 2020.
30. ↑  City & Country Radio – Top Week Hits - Музыкальные Чарты TopHit.ru. TopHit.ru. Архів оригіналу за 5 червня 2021. Процитовано 3 серпня 2020.
31. ↑  YouTube – Top Week Hits - Музыкальные Чарты TopHit.ru. TopHit.ru. Архів оригіналу за 5 червня 2021. Процитовано 3 серпня 2020.
32. ↑  Live iTunes Russia Popularity Bars. kworb.net. Архів оригіналу за 5 червня 2021. Процитовано 25 березня 2020.
33. ↑  Музыкальные чарты за 10 неделю: лидируют Элджей, Niletto, Noize MC и другие. www.intermedia.ru. 12 березня 2020. Архів оригіналу за 9 серпня 2021. Процитовано 25 березня 2020.
34. ↑  YouTube – Top Week Hits - Музыкальные Чарты TopHit.ru. TopHit.ru. Архів оригіналу за 5 червня 2021. Процитовано 3 серпня 2020.
35. ↑  Live iTunes Russia Popularity Bars. kworb.net. Архів оригіналу за 5 червня 2021. Процитовано 6 квітня 2020.
36. ↑  Radio & YouTube – Top Week Hits - Музыкальные Чарты TopHit.ru. TopHit.ru. Архів оригіналу за 5 червня 2021. Процитовано 3 серпня 2020.
37. ↑  YouTube – Top Week Hits - Музыкальные Чарты TopHit.ru. TopHit.ru. Архів оригіналу за 5 червня 2021. Процитовано 3 серпня 2020.
38. ↑  Live iTunes Russia Popularity Bars. kworb.net. Архів оригіналу за 5 червня 2021. Процитовано 29 червня 2020.
39. ↑  Музыкальные чарты за 21 неделю: лидируют Jony, Guf & Murove, Cream Soda, «Хлеб» и другие. www.intermedia.ru. 28 травня 2020. Архів оригіналу за 8 червня 2021. Процитовано 29 червня 2020.
40. ↑  Radio & YouTube – Top Week Hits - Музыкальные Чарты TopHit.ru. TopHit.ru. Архів оригіналу за 5 червня 2021. Процитовано 3 серпня 2020.
41. ↑  City & Country Radio – Top Week Hits - Музыкальные Чарты TopHit.ru. TopHit.ru. Архів оригіналу за 7 січня 2022. Процитовано 3 серпня 2020.
42. ↑  YouTube – Top Week Hits - Музыкальные Чарты TopHit.ru. TopHit.ru. Архів оригіналу за 5 червня 2021. Процитовано 3 серпня 2020.
43. ↑  Музыкальная премия «ЖАРА Music Awards» прошла в киноцентре «Октябрь» | Промо | Time Out (рос.). Архів оригіналу за 28 січня 2021. Процитовано 30 жовтня 2020.
44. ↑  Премия ОК! «Больше чем звезды» 2020: победители объявлены!. Журнал OK! (рос.). Архів оригіналу за 4 листопада 2021. Процитовано 30 жовтня 2020.
45. ↑  Жара TV | Голосование (рос.). Архів оригіналу за 10 лютого 2021. Процитовано 5 квітня 2021.